# Saint-Yzan-de-Soudiac
Saint-Yzan-de-Soudiac é uma comuna francesa na região administrativa da Nova Aquitânia, no departamento da Gironda. Estende-se por uma área de 11,15 km². Em 2010 a comuna tinha 2 421 habitantes (densidade: 217,1 hab./km²).